# Jean-Noël Rey

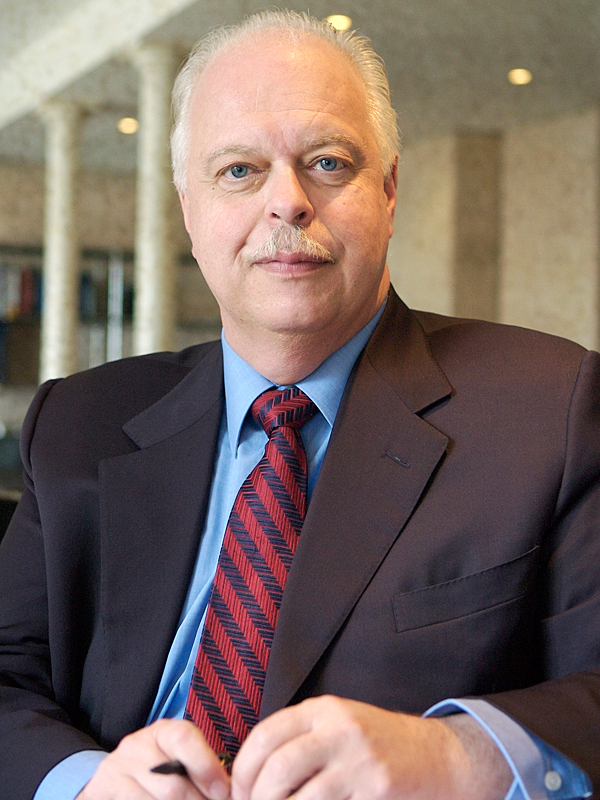

Jean-Noël Rey (ur. 23 grudnia 1949, zm. 16 stycznia 2016) – szwajcarski polityk, deputowany do Rady Narodowej, działacz Socjaldemokratycznej Partii Szwajcarii.

## Życiorys
Pochodził z kantonu Valais. W 1978 roku uzyskał doktorat z nauk społecznych na Uniwersytecie w Genewie. Był osobistym asystentem działacza związkowego Otto Sticha. W latach 1990–1998 piastował funkcję dyrektora generalnego agencji Post, Telefon und Telegraph (PTT). W latach 2003–2007 był deputowanym do niższej izby szwajcarskiego parlamentu. Od 2013 roku pełnił funkcję przewodniczącego  Francusko-Szwajcarskiej Izby Gospodarczej (CCIFS) w Genewie.
Wraz z byłym członkiem parlamentu szwajcarskiego kantonu Valais Georgie Lamonem zginął wyniku zamachów terrorystycznych do jakich doszło w Wagadugu, stolicy Burkina Faso – 16 stycznia 2016 roku.